# Liste der Kulturdenkmäler in Trierscheid
In der Liste der Kulturdenkmäler in Trierscheid sind alle Kulturdenkmäler der rheinland-pfälzischen Ortsgemeinde Trierscheid aufgeführt. Grundlage ist die Denkmalliste des Landes Rheinland-Pfalz (Stand: 12. Juni 2023).

## Einzeldenkmäler
| Bezeichnung          | Lage                                            | Baujahr         | Beschreibung                      | Bild                                    |
| -------------------- | ----------------------------------------------- | --------------- | --------------------------------- | --------------------------------------- |
| Kapelle St. Antonius | Hauptstraße, Ecke Gartenstraße Lage             | 1764            | Saalbau, bezeichnet 1884 und 1764 | weitere Bilder Fotos hochladen          |
| Wegekreuz            | Kehrstraße                                      | 18. Jahrhundert | Wegekreuz, 18. Jahrhundert        | Direkt Bild zu diesem Denkmal hochladen |
| Wegekreuz            | südwestlich des Ortes; Flur Auf der Rütsch Lage | 1785            | Wegekreuz, bezeichnet 1785        | BW                                      |